# Pura vita
Pura vita, pubblicato nel 2001, è l'undicesimo romanzo di Andrea De Carlo. 

## Trama
Il romanzo racconta il viaggio in automobile di Giovanni Bata e la sua figlia sedicenne nel sud della Francia. Per certi versi sperimentale e "anomalo" nella bibliografia di De Carlo, il racconto è quasi interamente costruito sui dialoghi, con descrizioni ridotte al minimo, è tutto giocato sulle sfumatura della comunicazione tra due persone vicine e allo stesso tempo distanti.